# Selenat
Selenat je jon . Selenati su analogni sulfatima i imaju slične hemijske osobine. Oni su visoko rastvorni u vodenim rastvorima na sobnoj temperaturi.
Selenat se može redukovati do selenita ili selena.
U jako kiselim uslovima se formira vodonik selenatni jon, . 